# Battaglia del fiume Lipica
La battaglia del fiume Lipica fu uno scontro combattuto il 22 aprile 1216 tra le forze del principe di Rostov Costantino Vsevolodovič e del principe di Novgorod Mstislav Mstislavič contro quelle del principe di Vladimir-Suzdal' Jurij Vsevolodovič e del principe di Zalesskij Jaroslav Vsevolodovič. All'indomani della morte di Vsevolod III di Vladimir, i suoi figli Costantino, Jurij e Jaroslav cominciarono a contendersi la vasta eredità. Quando Jaroslav riuscì a insediarsi a Novgorod mentre suo cognato Mstislav Mstislavič era lontano, quest'ultimo portò a termine una fruttuosa campagna militare che spinse Jaroslav a coalizzarsi con suo fratello Jurij. Mstislav, dal canto suo, strinse i rapporti con Costantino e si preparò allo scontro decisivo, avvenuto nei pressi del fiume Lipica.
La battaglia si concluse con la vittoria di Mstislav e di Costantino, che braccarono il nemico fino a costringerlo a una resa la quale costrinse Jurij e Jaroslav a rinunciare a varie proprie pretese, incluso il possesso sulla città di Novgorod.

## Contesto storico
Vsevolod III di Vladimir (1154-1212) fu in grado di tessere le sorti della Rus' di Kiev, in maniera diretta o indiretta, per i trentadue anni durante i quali fu al potere. Verso gli ultimi anni della sua vita aveva dovuto rinunciare al possesso della città di Novgorod, conquistata nell'inverno del 1208/1209 da Mstislav Mstislavič, un giovane principe della famiglia dei Rostislavič (un ramo della dinastia rjurikide). Quando Vsevolod III morì, vari suoi figli cominciarono a contendersi la vasta eredità che aveva lasciato. Uno di essi, Jaroslav, approfittò di un temporaneo allontanamento di Mstislav in Galizia e si insediò nella città di Novgorod, su sollecito dei boiardi locali. Costui, che desiderava da almeno un decennio ottenere la supremazia su Novgorod, aveva sposato nel 1214 la figlia di Mstislav Mstislavič, ma tale unione non aveva spianato la strada a nessuna concreta distensione e i rapporti erano rimasti freddi. Il nuovo principe non dimostrò però grande lungimiranza, in quanto si oppose subito alle politiche del predecessore e assunse delle misure restrittive nei confronti degli ufficiali di Mstislav. Ciò non fece altro che incrementare il novero dei suoi oppositori, segno che Mstislav godeva ancora di tanti simpatizzanti, nonostante le epurazioni.
Informato sugli sviluppi, Mstislav convinse due cugini a prestargli aiuto, a testimonianza del fatto che i Rostislavič consideravano ormai Novgorod un proprio possedimento dinastico. Saputo che il rivale stava radunando truppe a Smolensk, Jaroslav si trasferì a Toržok, da cui eseguì svariati tentativi di sabotare la città di Novgorod arrestandone i mercanti e razziando Toropec. L'ulteriore serie di provvedimenti restrittivi spianò la strada a Mstislav per la riconquista di Novgorod, in cui fece il suo ingresso l'11 febbraio 1216. Arrestato immediatamente il governatore nominato da Jaroslav, ordinò a suo genero di liberare ogni prigioniero novgorodiano e di lasciare Toržok, ma, ricevuto un rifiuto, partì verso est alla testa di un esercito il 1º marzo. Quando la guerra tra Jaroslav e Mstislav divenne inevitabile, entrambi si impegnarono in schermaglie locali lungo i confini tra Novgorod, Smolensk e Suzdal'. In previsione dello scontro decisivo, ognuno costruì un'ampia coalizione. Jaroslav convinse alla propria causa suo fratello maggiore Jurij, mentre Mstislav riunì attorno a sé alcuni parenti (il fratello Vladimir, allora principe di Pskov, il cugino Vladimiro Rurikovič di Smolensk e Vsevolod, figlio del sovrano di Kiev, Mstislav Romanovič). Da politico accorto qual era, Mstislav sapeva che tra i figli di Vsevolod III di Vladimir-Suzdal' (morto nel 1212) permanevano delle ruggini inerenti all'eredità del padre e, per questa ragione, persuase a unirsi alla sua coalizione anche Costantino, fratello maggiore di Jaroslav e di Jurij.

## La battaglia
Il 21 aprile 1216, i due eserciti contrapposti si fronteggiarono nei pressi di Jur'ev-Pol'skij lungo il fiume Lipica. Anche se inizialmente si tentò la via diplomatica, affermando che non c'erano ragioni per entrare in conflitto con Jurij e che si poteva discutere una nuova ripartizione delle terre ereditate da Vsevolod III, Jaroslav respinse ogni forma di compromesso. Secondo le fonti, arrivò addirittura ad abbozzare un piano di spartizione della Rus' in caso di vittoria, dove naturalmente i Rostislavič sarebbero stati del tutto estromessi.
La battaglia, invece, si concluse nettamente a favore di Mstislav e Costantino, benché sia difficile seguire le descrizioni fornite dalle cronache delle battaglie russe medievali in merito al numero dei partecipanti e alle perdite subite, spesso a causa di grossolane iperboli. Stando ad alcuni resoconti scritti a Smolensk, cronologicamente i più prossimi a fornire delle cifre, Jurij e Jaroslav persero 9 233 morti e sessanta prigionieri, mentre le perdite di Costantino e dei Rostislavič ammontarono a sei (cinque novgorodiani e un guerriero di Smolensk). Anche volendo considerare realistica la cifra esagerata, si trattò chiaramente di uno scontro su ampia scala: nei reggimenti di Jurij e Jaroslav figuravano trenta stendardi (styagi) e cento «trombe e tamburi» (truby i bubny), tutti caduti in mano al nemico.

## Conseguenze

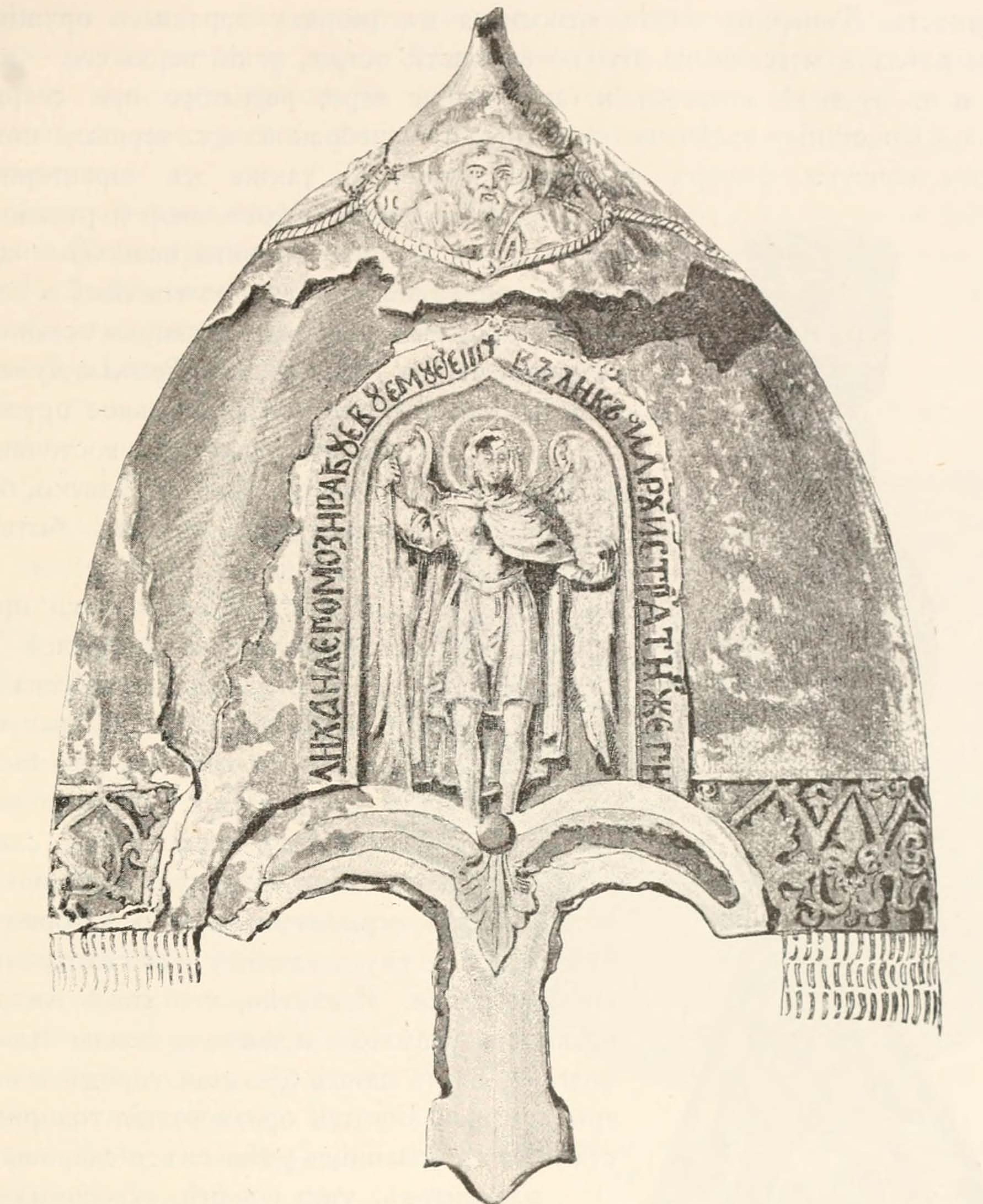
Il presunto elmo di Jaroslav Vsevolodič, riportato alla luce nel 1808 da una contadina nei pressi di Jur'ev-Pol'skij

All'indomani della battaglia, ebbe luogo la precipitosa fuga di Jurij e di Jaroslav a Vladimir. I pochi reduci sopravvissuti non erano in grado di opporre alcuna seria resistenza e, dopo aver assistito impotenti al saccheggio di Vladimir, i due principi non poterono far altro che arrendersi a Mstislav. Quest'ultimo concesse a Jurij un salvacondotto dai contorni molto simili a un esilio nella città di Gorodec, all'estremità orientale del Volga, in territorio suzdaliano. Quanto a Jaroslav, bollato nelle fonti di Novgorod e Smolensk alla stregua del principale responsabile della guerra, si rifugiò a Perejaslavl', dove uccise per rappresaglia numerosi mercanti novgorodiani, salvo poi invocare il perdono del fratello Costantino. Dopo aver elargito una serie di doni sontuosi, a Jaroslav fu concesso di rimanere lì, ma dovette lasciar andare via sua moglie, la figlia di Mstislav, i novgorodiani fatti prigionieri e chiunque altro avesse combattuto nel suo esercito. Tale evento pose fine alla guerra e fece sì che Mstislav tornasse a Novgorod e suo fratello Vladimir a Pskov. Costantino assunse la carica di gran principe a Vladimir e trascorse gli ultimi due anni della sua vita tra la capitale e Rostov.

## Luogo dello scontro
L'ubicazione del campo di battaglia è rimasta oggetto di controversia fino al 1808, quando una contadina di Likovo, vicino a Jur'ev-Pol'skij, sul fiume Kolokša (un affluente del Kljaz'ma), scoprì un antico elmo dorato con l'immagine di San Teodoro, patrono di Jaroslav Vsevolodovič. L'elmo è conservato nel palazzo dell'Armeria di Mosca.